# Argos, Helsingfors

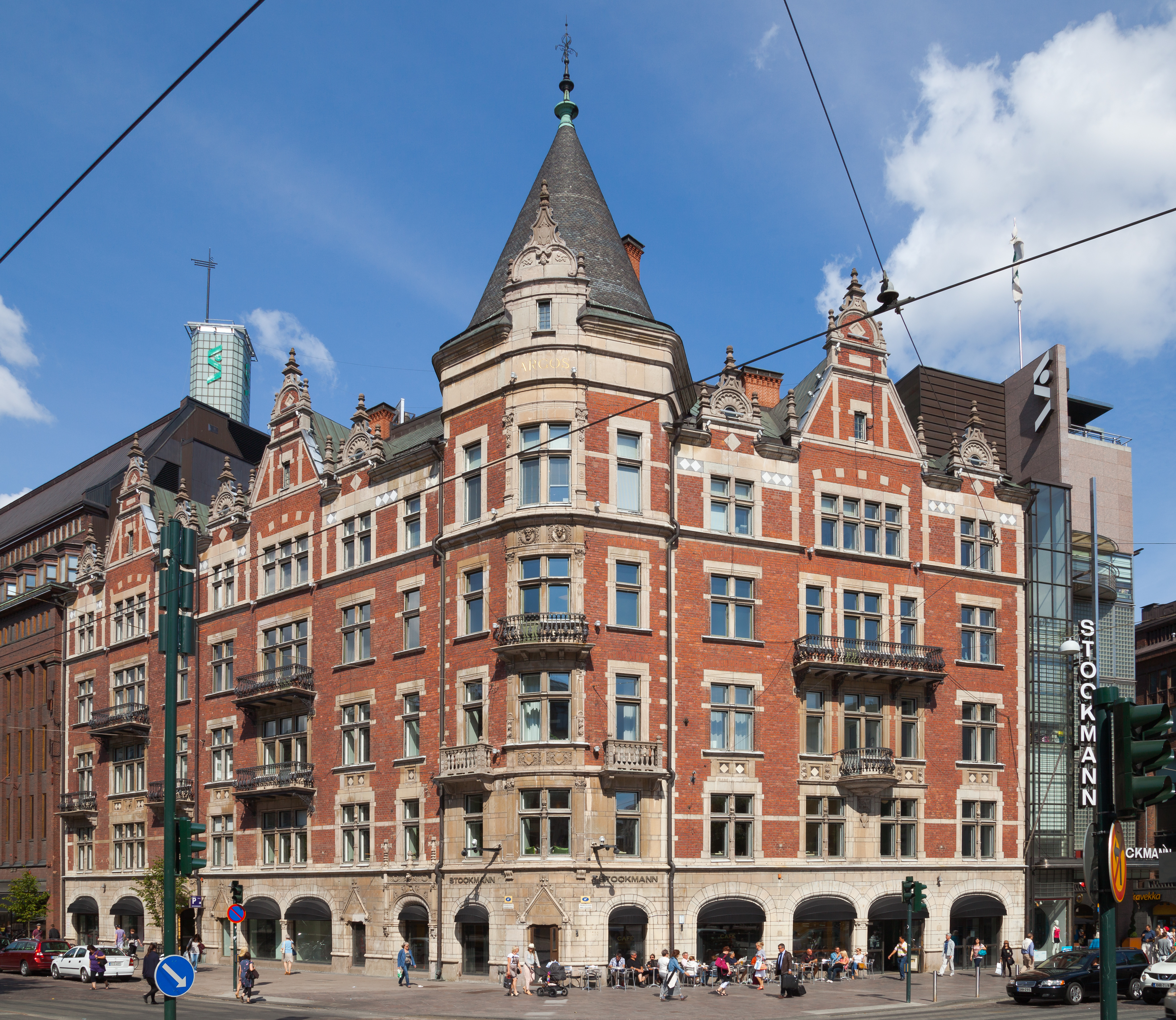
Argos (2012).

Argos var en karakteristisk byggnad i centrala Helsingfors, även kallat "Wulffska hörnet", ursprungligen ritad av arkitekterna Grahn, Hedman & Wasastjerna samt senare även John Settergren, byggd 1897. Fasadmotiven är i det närmaste en kopia på Bünsowska huset i Stockholm som ritats av Settergrens tidigare arbetsgivare Isak Gustaf Clason på 1880-talet. Byggnaden revs i samband med varuhuset Stockmanns utvidgning i mitten av 1980-talet, endast fasaden lämnades kvar i ursprunglig skepnad.